# Takirin
Takirin is een bestuurslaag in het regentschap Belu van de provincie Oost-Nusa Tenggara, Indonesië. Takirin telt 871 inwoners (volkstelling 2010).